# Francesco Colucci
Francesco Colucci detto Ciccio (Brindisi, 14 gennaio 1932) è un sindacalista e politico italiano.

## Biografia
Nato a Brindisi, da giovanissimo emigra a Milano. Ha due figli: Alessandro, anch'egli impegnato in politica e deputato dal 2018, e Liana.

### Attività politica

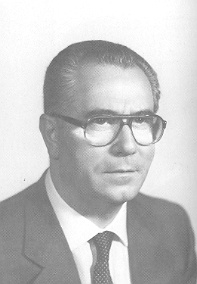
Colucci rieletto alla Camera nel 1987

Fu deputato eletto nelle liste del Partito Socialista Italiano, per la prima volta nel 1972. È stato presidente della Commissione parlamentare di vigilanza sull'anagrafe tributaria, che ha introdotto nella normativa italiana il Codice fiscale. Ha ricoperto incarichi di governo come sottosegretario di Stato al Ministero delle finanze e al Ministero delle poste e delle telecomunicazioni in diversi governi nei primi anni ottanta. Nel 1987 è stato eletto per la prima volta questore della Camera dei deputati, ottenendo oltre 100 voti dai componenti dell'opposizione.
La sua carica è stata riconfermata alle politiche del 2006 nelle liste di Forza Italia, e il 4 maggio 2006 è stato nominato questore della Camera dei deputati. È stato rieletto deputato nelle elezioni politiche del 2008 con Il Popolo della Libertà (PdL), e ancora e per la quarta volta eletto questore della Camera dei deputati
Alle elezioni politiche del 2013 viene candidato al Senato della Repubblica, tra le liste del PdL nella circoscrizione Lombardia in dodicesima posizione, risultando eletto senatore.
Il 16 novembre 2013, con la sospensione delle attività del Popolo della Libertà, aderisce al Nuovo Centrodestra guidato da Angelino Alfano. Con dieci mandati parlamentari e 38 anni trascorsi tra Camera e Senato, Colucci al termine della XVII leglislatura (2018) è il parlamentare di più lungo corso della storia della Repubblica.
Il 29 marzo 2017 viene eletto segretario del Senato della Repubblica in rappresentanza del gruppo parlamentare Alternativa Popolare-Centristi per l'Europa. Dopo quasi quarant'anni di presenza nel Parlamento, alle elezioni politiche del 2018 non si ricandida più; ma nella stessa tornata il figlio Alessandro viene candidato ed eletto deputato.

## Incarichi parlamentari
- Membro della 9ª Commissione Trasporti, poste e telecomunicazioni
- Membro della Commissione parlamentare di vigilanza RAI
- Membro della Commissione giudicatrice delle verifiche di professionalità
- Membro del Comitato per gli affari del personale
- Membro del Comitato di vigilanza sulle attività di documentazione
- Membro del Comitato per la comunicazione e l'informazione esterna
- Membro del Comitato per la sicurezza
- Membro del Comitato per la valutazione delle scelte scientifiche e tecnologiche